# Metropolitní oblast Lisabonu
Metropolitní oblast Lisabonu (portugalsky Área Metropolitana de Lisboa) je metropolitní oblast v Portugalsku, jejímž centrem je Lisabon, hlavní a největší město země. Metropolitní oblast, zahrnující 17 měst v 18 obcích, je největší městskou oblastí v zemi a desátou největší v Evropské unii, s počtem obyvatel v roce 2023 2 961 177 na ploše 3 015 km².
Metropolitní oblast Lisabonu má největší hrubý domácí produkt (98,5 miliardy eur) ze všech metropolitních oblastí v Portugalsku. V regionu se nachází největší technologické centrum v zemi a sídlí zde většina významných nadnárodních společností podle výše tržeb. 
Oblast je zároveň statistický celek na úrovni NUTS 2 s kódem PT17. Z hlediska dělení Portugalska do distriktů se metropolitní oblast nachází částečně v distriktu Lisabon (severně od ústí estuárovitého řeky Tejo do Atlantiku) a distriktu Setúbal (jižně od ústí).

## Přehled obcí
| Obec                | Rozloha (km²) | Obyvatelstvo (2011) | Hustota zalidnění (obyv./km²) | Počet farních okrsků |
| ------------------- | ------------- | ------------------- | ----------------------------- | -------------------- |
| Alcochete           | 128.50        | 17 569              | 137                           | 3                    |
| Almada              | 70.20         | 174 030             | 2479                          | 5                    |
| Amadora             | 23.77         | 175 135             | 7368                          | 6                    |
| Barreiro            | 33.81         | 78 764              | 2330                          | 4                    |
| Cascais             | 99.07         | 206 429             | 2084                          | 4                    |
| Lisabon             | 83.84         | 547 631             | 6532                          | 24                   |
| Loures              | 160.37        | 205 054             | 279                           | 10                   |
| Mafra               | 291.42        | 76 685              | 263                           | 11                   |
| Moita               | 55.08         | 66 029              | 1199                          | 4                    |
| Montijo             | 348.09        | 51 222              | 147                           | 5                    |
| Odivelas            | 26.14         | 144 549             | 5530                          | 4                    |
| Oeiras              | 45.84         | 172 120             | 3755                          | 5                    |
| Palmela             | 462.87        | 62 805              | 136                           | 4                    |
| Seixal              | 93.58         | 158 269             | 1691                          | 4                    |
| Sesimbra            | 195.01        | 49 500              | 254                           | 3                    |
| Setúbal             | 170.57        | 121 185             | 711                           | 5                    |
| Sintra              | 316.06        | 377 835             | 1196                          | 11                   |
| Vila Franca de Xira | 317.68        | 136 886             | 431                           | 6                    |
| Celkem              | 2921.90       | 2 821 697           | 966                           | 118                  |